# Born to Die (노래)
〈Born to Die〉는 라나 델 레이의 노래이다. 두 번째 정규 앨범 《Born to Die》의 두 번째 싱글이다.